# Cassandra Rios
Cassandra Rios alias Odete Rios (São Paulo, 1932, ibidem, 8 de març de 2002) fou una escriptora brasilera de ficció, misteri i principalment d'eròtica lèsbica.
Els seus pares era exiliats de la guerra civil espanyola i la seva obra compta amb més de 40 novel·les.